# Golden Nugget 64
 (avril 2020).
Si vous disposez d'ouvrages ou d'articles de référence ou si vous connaissez des sites web de qualité traitant du thème abordé ici, merci de compléter l'article en donnant les références utiles à sa vérifiabilité et en les liant à la section « Notes et références ».
Golden Nugget 64 est un jeu vidéo de casino sorti en 1998 sur Nintendo 64. Le jeu a été développé par Westwood Studios puis édité par Electronic Arts.